# Relic Hunter
Relic Hunter là một serie phim truyền hình Canada ngôn thoại Anh có sự góp mặt của hai diễn viên Tia Carrere và Christien Anholt.
Bộ phim tập trung vào Sydney Fox là một giáo sư giảng dạy nhưng lại là một thợ săn cổ vật thế giới để đưa những cổ vật trở về với viện bảo tàng hoặc con cháu chủ sở hữu ban đầu. Cô được sự giúp sức đắc lực từ người trợ lý ngôn ngữ Nigel và đôi khi là thư ký bí mật Claudia. Cô thường phải đối đầu với những đối thủ săn cổ vật kiếm lợi nhuận khác. Bộ phim bao gồm các yếu tố tưởng tượng và khoa học viễn tưởng với nhiều cổ vật có sức mạnh siêu nhiên hay là mảnh ghép của công nghệ tiên tiến khác thường.
Bộ phim cho ra ba mùa ở Mỹ từ năm 1999 đến 2002, với tổng cộng là 66 tập. Tại Ireland và Vương quốc Anh, bộ phim được chiếu trên Sky 1 và các kênh nhánh, trong khi ở Canada nó được phát trên CityTV, Space, CTV và cả kênh truyền hình chị em của nó là A-Channel và gần đây cũng đã được ra mắt tại một số quốc gia khác. Bối cảnh chính của bộ phim được quay tại Toronto.

## Các cổ vật đặc trưng trong phim
|    | Đề hồi                  | Thánh tích                                                                      | Chi tiết cảnh hồi tưởng                | Địa điểm khác                                           |
| -- | ----------------------- | ------------------------------------------------------------------------------- | -------------------------------------- | ------------------------------------------------------- |
| 1  | Buddha's Bowl           | Bát Phật                                                                        | Nepal 523 BC                           | Hong Kong                                               |
| 2  | Smoking Gun             | Súng nạm kim cương của Al Capone                                                | Chicago 1930                           | Hoa Kỳ                                                  |
| 3  | The Headless Nun        | Hài cốt của Sister Evangeline                                                   | Nova Scotia thế kỷ 17                  | Canada                                                  |
| 4  | Flag Day                | Lá cờ Pioneer's Bear California                                                 | California 1846                        | Hoa Kỳ                                                  |
| 5  | Thank You Very Much     | Đàn ghita của Elvis Presley                                                     | Đức 1960                               | Đức                                                     |
| 6  | Diamond in the Rough    | Găng tay ma thuật của cựu ngôi sao bóng chày Jimmy Jonesboro                    | Fenway Park, Boston 1946               | Hoa Kỳ                                                  |
| 7  | Transformation          | Cuộn giấy Paracelsus                                                            | Salzburg, Áo 1946                      | Peru                                                    |
| 8  | Etched in Stone         | Kho báu huyền thoại Viking Jann the Bold                                        | Bờ biển Northumbrian năm 935 AD        | Thụy Điển                                               |
| 9  | The Book of Love        | Quyển sách tình yêu của Casanova                                                | Casanova's Hideaway, Italy 1749        | Italy                                                   |
| 10 | The Myth of the Maze    | Mê cung Minotaur                                                                | Athens 3000 BC                         | Greece                                                  |
| 11 | Irish Crown Affair      | Chiếc vương miện bị mất của Vua Ireland cuối cùng                               | Ireland 1000 AD                        | Dublin                                                  |
| 12 | The Emperor's Bride     | Quan tài cô dâu của một Hoàng đế Trung Hoa                                      | Hoàng Hà, Trung Quốc năm 1000 BC       | Alaska                                                  |
| 13 | Afterlife and Death     | Kim cương của Thutmose III                                                      | Ai Cập năm 1425 BC                     | Amsterdam                                               |
| 14 | Nine Lives              | Tượng nữ thần Mafdet                                                            | Egypt 1895                             | New York                                                |
| 15 | Affaire de Coeur        | Chiếc nhẫn tình yêu, Callum và Elena                                            | Scotland 1430                          | Scotland                                                |
| 16 | A Vanishing Art         | Quyền trượng của Vương quốc Hungary                                             | Budapest 1897                          | Thành phố Atlantic                                      |
| 17 | A Good Year             | Vương miện trang sức của Pháp                                                   | Paris 1792                             | Pháp                                                    |
| 18 | The Last Knight         | Thanh kiếm của Hiệp sĩ dòng Đền                                                 | Paris, khoảng năm 1300                 | Pháp                                                    |
| 19 | Love Letter             | Hồ sơ chứng minh một cuộc hôn nhân bí mật vào đêm trước của cuộc cách mạng Pháp | Ngôi làng Nam Paris năm 1789           | Pháp                                                    |
| 20 | Possessed               | Đồng hồ mặt trời thiêng liêng Zeus                                              | Libya thế kỷ 14                        | Brussels                                                |
| 21 | Nothing but the Truth   | Ruby Chalice của Truth                                                          | Bờ biển Barbary 1534                   | Paris                                                   |
| 22 | Memories of Montmartre  | Vương miện Trái tim châu Âu                                                     | Moulin Rouge những năm 1930            | Pháp                                                    |
| 23 | The Put Back            | Tượng từ đền thờ Woot                                                           | Kuba, châu Phi năm 100 AD              | Cộng hòa Dân chủ Congo                                  |
| 24 | Dagger of Death         | Dao găm của Kali                                                                | Đền thờ Kali, Ấn Độ 500 AD             | Calcutta và Kashmir                                     |
| 25 | Last of the Mochicas    | Chiếc tàu được cho là chứa các Chiến binh Vĩ đại Mochicas                       | Nam Mỹ 662 AD                          | Rừng rậm Peru                                           |
| 26 | The Legend of the Lost  | Kai Nomata (bộ lạc biến mất)                                                    | Quần đảo Vanuatu 4800 BC               | New Guinea                                              |
| 27 | Fertile Ground          | Tượng thần của Lono                                                             | Hawaii 1779                            | Madagascar                                              |
| 28 | Gypsy Jigsaw            | Vương miện của người Rumani                                                     | Romania 1830                           | Bucharest, Romania                                      |
| 29 | Three Rivers to Cross   | Jade Empress                                                                    | Tam Giang Tịnh Lưu, Trung Quốc 1245 AD | Hong Kong và Tam Giang Tịnh Lưu, Vân Nam, Trung Quốc    |
| 30 | Roman Holiday           | Giáp ngực của Caesar                                                            | Rome 44 BC                             | Italy                                                   |
| 31 | Cross of Voodoo         | Thánh giá Haitian của Utu                                                       | Haiti, cuối thế kỷ 18                  | New Orleans                                             |
| 32 | Lost Contact            | Bát cúng tế                                                                     | Burma 1824                             | Myanmar                                                 |
| 33 | The Reel Thing          | Thánh tích của Pharaoh Ai Cập Amun II                                           | Ai Cập 1516 BC                         | Anh                                                     |
| 34 | M.I.A.                  | Trứng Faberge                                                                   | St. Petersburg, Nga 1886               | Thành phố New York                                      |
| 35 | Out of the Past         | Vòng cổ của nữ hoàng Cleopatra                                                  | Ai Cập 30 BC                           | Alexandria, Ai Cập                                      |
| 36 | Eyes of Toklamanee      | Mắt Toklamanee                                                                  | Thung lũng Mississippi 1605            | St Louis                                                |
| 37 | Run Sydney Run          | Thanh kiếm của Ateas                                                            | Ural Steppes, 339 BC                   | Nga                                                     |
| 38 | French Connection       | Lời tiên tri của Nostradamus                                                    | Nhà thờ Cordiers Salon, 1600           | Pháp                                                    |
| 39 | Don't Go Into the Woods | Ưng vàng của Maribor                                                            | Dãy núi Carpathian 1711 AD             | Ljubljana, Slovenia                                     |
| 40 | Midnight Flight         | Trượng nạm Ruby                                                                 | Germania Circa 400 AD                  | Luxembourg và Paris                                     |
| 41 | The Executioner's Mask  | Mặt nạ đao phủ                                                                  | Bourg, Pháp năm 1789                   | Paris                                                   |
| 42 | The Royal Ring          | Nhẫn của Anne Boleyn                                                            | Tháp London 1536                       | London, lâu đài Leeds tại Kent, Anh                     |
| 43 | Set in Stone            | Thanh kiếm huyền diệu của Gabriel                                               | Balaton, Hungary 1595                  |                                                         |
| 44 | Deadline                | Thập giá Tau đầu tiên của Kitô hữu                                              | Jerusalem 1099 AD                      | Paris                                                   |
| 45 | Wages of Sydney         | Trứng Rồng Trung Hoa                                                            | Lâu đài Quan Shu, Manchuria 1359       | New York, USA và Quan Shu, Trung Quốc                   |
| 46 | Mr. Right               | Bát của Parvati                                                                 | Bali, Indonesia 1459 AD                | Singapore                                               |
| 47 | Sydney at Ten           | Vòng cổ Ai Cập                                                                  | Trường Thánh Beatrice 20 trước         | Thổ Nhĩ Kỳ                                              |
| 48 | The Light of Truth      | Ánh sáng sự thật                                                                | Ả Rập 843 AD                           | Morocco                                                 |
| 49 | Treasure Island         | Kho báu trên Đảo giấu vàng                                                      | Thuộc địa Tây Ban Nha năm 1790         | South Seas                                              |
| 50 | Star of Nadir           | Ngôi sao của Nadir                                                              | Cung điện của Talibs, Endostan 1423    |                                                         |
| 51 | Vampire's Kiss          | Ma cà rồng Chalice                                                              | Czechoslovakia 1720 AD                 | Praha, Cộng hòa Séc và Târgovişte, Romania              |
| 52 | Devil Doll              | Lời nguyền Quỷ búp bê Aztec                                                     | Trung Bộ châu Mỹ năm 1488 AD           | Trung Mỹ                                                |
| 53 | Incognito               | Lancet which causes anyone cut with it to gain incredible strength              | New Guinea 1522 AD                     | Papua New Guinea, Lisbon, Bồ Đào Nha và Valletta, Malta |
| 54 | All Choked Up           | Tượng nữ thần Athena                                                            | Hy Lạp 800 BC                          | Đảo Skyros, Hy Lạp                                      |
| 55 | Warlock of Nu Theta Phi | Bùa Wicca                                                                       | Thuộc địa New England 1692 AD          |                                                         |
| 56 | Women Want to Know      | Tượng nữ thần Ganesha                                                           | Đông Nam Á năm 1075 AD                 |                                                         |
| 57 | Fire in the Sky         | Vật ngoài Trái Đất                                                              | Tây Bắc Thái Bình Dương 1398 AD        |                                                         |
| 58 | Hunting with the Enemy  | Tro hỏa tàng của Khổng Tử                                                       | Campuchia năm 1952                     | Rayong, Thái Lan                                        |
| 59 | Antianeiral             | Dây lưng của Hippolyte                                                          | Tiểu Á 1200 BC                         | Istanbul, Thổ Nhĩ Kỳ                                    |
| 60 | Under the Ice           | Xác ướp Anasazi                                                                 | Arctic Circle 1355 AD                  |                                                         |
| 61 | Arthur's Cross          | Thập giá của Vua Arthur                                                         | Anh 455 AD                             | Chepstow, Wales                                         |
| 62 | Faux Fox                | Vương miện trang sức của Carlos IV                                              | Cung điện Hoàng gia, Madrid 1808       | Seville, Tây Ban Nha                                    |
| 63 | Pandora's Box           | Chiếc hộp Pandora                                                               | An-Najaf, Ba Tư 422 AD                 |                                                         |
| 64 | The Warlord             | Yên ngựa của Kahina                                                             | Bekkastan, 1401 AD                     |                                                         |
| 65 | Fountain of Youth       | Nước từ Suối nguồn tươi trẻ                                                     | Pascus Florida, West Indies 1521       | Seville, Tây Ban Nha và Cotswolds, Anh                  |
| 66 | So Shall it Be          | Chìa khóa của Stonehenge                                                        | Stonehenge, Anh 121 AD                 | Bristol, Anh                                            |